# Падмини
Па́дмини (англ. Padmini, там. பத்மினி; 12 июня 1932, Тривандрам — 24 сентября 2006, Ченнаи) — индийская актриса

 и профессиональная танцовщица
 в стиле бхаратанатьям, сыгравшая более чем в 250 индийских фильмах.

## Биография
Падмини, её старшую сестру Лалиту и младшую Рагини называли «Траванкорскими сёстрами». В этом трио Падмини считалась самой популярной. 35 лет своей жизни Падмини прожила со своим мужем Рамачандраном в США, где она открыла школу классического танца «Padmini School of Fine Arts», ставшую одной из крупнейших школ индийских классических танцев в США. Живя в США, Падмини продолжала сниматься в кино, периодически летая в Индию.
Являясь полиглотом, Падмини играла на 3-х языках Южной Индии (тамильский язык, телугу, малаялам) и на хинди, обходясь без дублёров (согласно другому источнику, на всех 4-х языках Южной Индии). Падмини стала первой южно-индийской актрисой, вошедшей в мир Болливуда. Кроме индийских фильмов, Падмини снималась в первом совместном советско-индийском фильме «Хождение за три моря» (1957). Единственный раз снялась в кино в танцевальном дуэте вместе с Виджаянтималой в фильме «Оправданье» (1958). Снималась вместе с Раджем Капуром в фильмах «В стране, где течёт Ганг» (1960), «Моё имя Клоун» (1972).
Падмини получила множество кинопремий от индийских организаций, а также премию в номинации «Лучший классический танцор» на Всемирном фестивале молодёжи и студентов, проходившем в Москве.

## Частичная фильмография
- 1933 — Martanda Varma
- 1957 — Хождение за три моря — придворная танцовщица Лакшми
- 1958 — Raj Tilak / Оправданье — танцевальный номер
- 1958 — Amar Deep / Амардип — Рупа
- 1958 — Mujrim / Преступник — танцевальный номер в песне «Heeriye, Soniye»
- 1960 — Jis Desh Men Ganga Behti Hai / В стране, где течёт Ганг — Каммо
- 1960 — Singapore / Сингапур — Лата
- 1962 — Aashiq / Возлюбленный
- 1965 — Kaajal / Тени — Бхану
- 1965 — Mahabharat / Махабхарата
- 1966 — Afsana / Ангел — Рену
- 1967 — Aurat / Женщина — Парвати
- 1969 — Madhavi / Принцесса Мадхави — раджкумари Мангала Сингх
- 1970 — Aansoo Aur Muskan / Слёзы и улыбки — Мэри
- 1972 — Mera Naam Joker / Моё имя Клоун — Мина
- 1984 — Nokkathaa Dhoorathu Kannum Nattu / Долгая разлука — Куньоньямма
- 1985 — Poove Poochoodavaa / Долгая разлука — Пунгаванатхама

## Награды
- 1966 — Filmfare Award за лучшую женскую роль второго плана (фильм «Тени», 1965)